# Oncocnemis bakeri
Oncocnemis bakeri là một loài bướm đêm trong họ Noctuidae.